# 兴海县
兴海县是中华人民共和国青海省海南藏族自治州西南部的一个县。面积13158平方公里，总人口約8万人，其中藏族占76%。县人民政府驻子科滩镇。

## 行政区划
兴海县下辖3个镇、4个乡：
子科滩镇、河卡镇、曲什安镇、温泉乡、龙藏乡、中铁乡和唐乃亥乡。

## 人口
根据(青海省)海南州第七次全国人口普查公报显示：兴海县常住人口为75833人，男性人口占比50.32%，女性人口占比49.68%，年龄结构中0-14岁占比28.43%，15-59岁占比64.33%，60岁以上占比7.24%，65岁以上占比5.45%。